# San Leandro (1787)
Pour les articles homonymes, voir San Leandro (homonymie).
Le San Leandro est un vaisseau de 64 canons en service dans la marine espagnole à la fin du XVIIIe siècle et au début du XIXe siècle. Construit au Ferrol, sur les plans de José Joaquín Romero y Fernández de Landa (es), il participe à la bataille de Trafalgar.

## Historique
Construit sur la base du vaisseau de 74 canons San Ildefonso selon les plans de José Joaquín Romero y Fernández de Landa mais aux dimensions réduites, il est lancé en 1787,. Au lancement du navire, l'artillerie est répartie sur deux ponts avec 26 canons de 24 livres dans la première batterie et 28 canons de 18 livres dans la deuxième batterie. S'y ajoutent 6 canons de 8 livres sur la dunette et sur le gaillard d'avant et 4 obusiers de 30 livres. Son premier voyage le mène du Ferrol à Cadix où il arrive en janvier 1788 sous le commandement de Manuel Pando.

### Campagnes de la Révolution française
Après ses essais et différents trajets, il capture en avril 1793 le brick anglais Venus et le ramène à La Corogne. Il quitte Carthagène le 23 juillet 1793 pour la Baie de Roses et avec sept autres vaisseaux part en direction de Toulon sous le vice-amiral Lángara. Il participe au siège de Toulon à partir du 29 août 1793. Il retourne à Carthagène le 19 décembre 1793 avec des réfugiés français, des troupes et des munitions. Il patrouille ensuite en Méditerranée.
Il rejoint La Havane le 15 juin 1794 après deux mois de navigation. Il participe à des escorte ainsi qu'à des patrouilles contre les français, entre autres avec les vaisseaux Santa Isabel, Miño  et San Isidro entre La Havane, Saint-Domingue et Porto Rico. Avec la frégate Minerva, il participe à l'évacuation des civils de Saint-Domingue vers La Havane en juin 1796.

### Campagne napoléoniennes
Le San Leandro participe aux guerres napoléoniennes. Après un carénage en 1801-1802, il rejoint Cadix en août 1804. Après un nouveau carénage et le renouvellement de son doublage en cuivre, il part avec le Castilla à la rencontre du Glorioso arrivant de La Havane pour l'escorter jusqu'à Cadix. Avec la flotte combinée franco-espagnole de Villeneuve, il quitte Cadix le 20 octobre et combat le lendemain à la bataille de Trafalgar sous le commandement de José de Quevedo y Chieza (es),.
Il participe ensuite à la capture de l'escadre française de Cadix commandée par Rosily,.